# 新兴街道 (天津市)
新兴街道是中国天津市和平区下辖的一个街道，包括该区西南部的11个社区居委会。面积1.77平方公里，人口63200多人。
新兴街道东以贵州路为界，与体育馆街道相邻；北到营口道、电台道，与南营门街道相邻；西、南2面分别隔河与南开区、河西区相望。
西康路以东原为天津英租界的一部分。

## 行政区划
新兴街道下辖以下地区：
新兴南里社区、新兴北里社区、永丰里社区、土山花园社区、金泉里社区、犀地社区、朝阳里社区、兴河里社区、卫华里社区、卫津路社区和西康路社区。